# Avi Schiffmann
Avi Schiffmann es un desarrollador web estadounidense, que ha construido el uno de los más grandes sitios web de agregación de datos sobre la propagación del nuevo coronavirus que causa el COVID-19.
Avi Schiffmann ha lanzado el website Web, llamado ncov2019.live, comienzo enero 2020. Fino abril 2020, más de 600 millones de personas habían visitado ya este website Web, que recibía aproximadamente 30 millones de visitantes cada día,. Avi Schiffmann  ha comenzado a aprender a coder a la edad de siete años, principalmente mirando de los vídeos sobre Youtube. Además de su traqueur de coronavirus, Avi Schiffmann  ha realizado más de 30 otros websites Web. Se ha propuesto 8 millones de dólares para publicar anuncios sobre su sitio web, este que ha rechazado.
Para su trabajo, Avi Schiffmann ha logrado el premio 2020 de la persona del año a los Premios Webby.